# Gorljivost
Gorljivost je merilo, ki pove, kako zlahka se neka snov vname, v ognju ali izgorevanju. To lastnost snovi je treba upoštevati pri gradnji ali skladiščenju. Pomembna je tudi v procesih, ki proizvajajo gorljive snovi kot stranski proizvod. Za lahko gorljive snovi so potrebni posebni varnostni ukrepi. Ti lahko vključujejo namestitev gasilnih aparatov ali skladiščenje daleč proč od možnih virov požara.
Kjer se mora zmanjšati tveganje požara, se lahko izbere snovi z nizko stopnjo gorljivosti. Kot npr. v blokih, hišah, pisarnah, itd., če se tam uporabi gorljive ali vnetljive snovi je več možnosti, da pride do požara ali smrti. Kot gradbeni material in opremo raje uporabimo snovi, ki so odporne na ogenj.

## Definicije kodeksa
Lokalni kodeks definira gorljivost za vsakogar, ki hoče imeti pristojnost. V Narodnem kodeksu gradbeništva Kanade je takole opredeljen:
Gorljiv: Snov, ki ne ustreza kriterijem CAN/ULC-S114, Standardna metoda preverjanja negorljivosti gradbenih materialov. To vodi do definicije besede negorljiv. 
Negorljiv pomeni, da material ustreza kriterijem sprejemljivosti, CAN4-S114,« Metoda preverjanja negorljivosti gradbenih materialov«
BS 476-4: 1970 opisuje preizkus gorljivosti, pri katerem tri vzorce materialov segrejemo v peči. Negorljivi materiali se definirajo s testom negorljivosti, pri katerem se nobenem od treh vzorcev ne poveča razlika temperature na dveh termočlenih (eden je v sredici vzorca in drugi meri temperaturo peči) do 50 °C ali več. Opažamo nenehen čas gorenja znotraj peči 10 sekund ali več.Drugače se material šteje za gorljivega.

## Preverjanje požara
Mnoge države testirajo negorljivost materialov. Večina njih vključuje segrevanje določene količine testnih vzorcev za določen čas. Navadno material ne more prenašati izgorevanja in ne sme biti izpostavljen določeni izgubi mase. Praviloma beton, jeklo, keramika, skratka neorganske snovi naredijo te teste, kar jim omogoča, da so v gradbenih kodeksih omenjeni kot ustrezni in celo priporočani za uporabo v nekatere namene. V Kanadi na primer, morajo biti požarni zidovi iz betona.

## Bistveno pri gradnji
Pri gradbeništvu se zgradbe navadno delijo na gorljive in negorljive. Določila kodeksa in varnostni ukrepi ki se jih mora upoštevati pri projektiranju in gradnji objekta so v veliki meri odvisni od tega, ali je struktura narejena iz negorljivih elementov, kot so beton, opeke in gradbeno jeklo, ali iz gorljivih, kot je les. Gorljive strukture imajo bolj stroge omejitve glede maksimalne višine in obsega.

## Gorljivi prah
Mnogi industrijski procesi proizvajajo gorljivi prah kot stranski proizvod. Najpogostejši je lesni prah.To je čvrst material, ki je sestavljen iz posameznih delcev ali delov, ne glede na velikost, obliko ali kemično sestavo,kar pomeni nevarnost požara ali eksplozije, ko je v zraku ali kakšnem drugem oksidacijskem okolju s preveliko koncentracijo(1). Poleg lesa so gorljivi prahi tudi kovine, še posebno magnezij, titan in aluminij, ter prahi na osnovi ogljika (1). Obstaja vsaj 140 znanih snovi ki proizvajajo gorljiv prah. (2 38(3) Delci gorljivih prahov so lahko različnih velikosti, običajno pa imajo premer, ki je manjši od 420 mikrometrov (1(opomba1) Kot je bilo rečeno leta 2012 organizacija the United States Occupational Safety and Health Administration še mora sprejeti  splošen sistem pravil o gorljivem prahu. (4)
Ko drobni delci gorljivega prahu visijo v zraku (ali kakršnemkoli drugem oksidacijskem okolju) lahko povzročijo eksplozije. Akumuliran prah tudi ko ni v zraku ostaja možen povzročitelj požara. Organizacija the National Fire Protection Association (U.S.) se še posebej ukvarja s  preprečevanjem požarov in eksplozij prahu  v poljedelski in prehrambeni industriji v NFPA kodeksu del 61, (5) in drugih industrijah v NFPA kodeksu deli 651-664. (opomba2) Kolektorji za zmanjševanje letečega prahu so krivi za več kot 40 procentov vseh eksplozij prahu.(6) Drugi pomembni procesi so mletje in drobljenje, prevoz praškov, polnjenje silosov in kontejnerjev, ki proizvajajo prašek ter mešanje praškov. (7)
Raziskava dvestotih eksplozij prahu in požarov med letoma 1980 in 2005 je zabeležila približno 100 smrtnih slučajev in 6oo poškodb (2)105-106 Januarja leta 2003 sta eksplozija polietilena in požar v tovarni zdravil  the West Pharmaceutical Services lant v Kinstonu v Severni Karolini povzročila smrt šestih delavcev in 38 poškodb. Februarja leta 2008 pa je eksplozija sladkornega prahu pretresla tovarno sladkorja The Imperial Sugar Company's Plant v Port Wentworthu, v Georgi s trinajstimi smrtnimi slučaji.

## Kemija, vključena v preverjanje požarov in urejanje kodeksa
Stopnja vnetljivosti ali gorljivosti je močno odvisna od kemične sestave materiala, kot tudi razmerje mase v primerjavi z velikostjo površine. Papir je na primer narejen iz lesa. Kos papir a se hitro vname, medtem ko se težka pisalna miza iz hrastovine veliko težje, čeprav gre v obeh primerih za lesna vlakna, v papirju in leseni deski. Tudi Lavoisierjev zakon o ohranitvi mase potrjuje da mase ne moreš niti ustvariti niti uničiti – lahko jo le spremeniš. Zato izgorevanje ali gorenje snovi povzroča kemijsko spremembo, ne zmanjša pa maso izvorne snovi. Masa ostankov (pepela, vode, ogljikovega dioksida in drugih plinov) je enaka kot pred gorenjem. Vse kar ni ostalo v obliki pepela in ostankov je dobesedno šlo v zrak kot dim in atomi ostajajo pred in po požaru isti, čeprav so lahko prisotni v drugih fazah in molekulah.